# Crise de Outubro
A Crise de Outubro (em francês:  La crise d'Octobre) foi uma crise que atingiu a região de Quebec após o sequestro e assassinato do ministro canadense Pierre Laporte e do rapto de James Cross, um diplomata britânico. Os sequestros foram orquestrados por membros da Front de libération du Québec (FLQ), um movimento que prega a independência da província de Quebec.
Esses sequestros despertaram uma rápida resposta do governo canadense. O primeiro-ministro Pierre Trudeau invocou, em 16 de outubro de 1970, as Leis das Medidas de Guerra (a primeira vez que esta lei foi invocada no Canadá em tempos de paz). Trudeau apoiava o Premier de Quebec, Robert Bourassa, e o prefeito de Montreal, Jean Drapeau. O primeiro-ministro mandou tropas do exército para a região de Quebec; eles atuaram como uma força de apoio para as autoridades civis locais. As forças policiais também receberam poderes extraordinários e prenderam ao menos 497 pessoas, porém a maioria acabou sendo solta sem que uma acusação formal tivesse sido feita.
Naquele período, houve apoio por parte do povo do Canadá, inclusive da região de Quebec, pelas ações governamentais, principalmente pela implementação a Lei de Medidas de Guerra. Politicamente, os atos do governo trouxe críticas de políticos veteranos como René Lévesque e Tommy Douglas, que acreditavam que estas ações eram um perigoso ataque as liberdades civis do povo. As críticas foram se tornando mais frequentes quando se tornaram notórias evidências de mal uso do poder por parte de policiais. Muita gente foi presa pelas autoridades sem que houvesse uma única evidência contra elas. Artistas, intelectuais e qualquer pessoa com a menor filiação a movimentos separatistas na região de Quebec estavam sendo detidas.
No final, perto de trinta pessoas foram detidas por envolvimento direto nos sequestros ou nos distúrbios subsequentes. A única fatalidade oficialmente reportada foi do ministro canadense Pierre Laporte, morto por seus captores. Ao fim de dezembro de 1970 a situação na região de Quebec já estava praticamente normalizada.
Os eventos de outubro de 1970 ajudaram a afastar o apoio público a luta armada em prol da soberania de Quebec. Ao invés de lutar, o povo da região passaria a reivindicar mais autonomia por meio de eleições e referendos. Apoio a grupos separatistas pacíficos, como o Parti Québécois, cresceram e eles se tornaram os líderes do movimento independentista, chegando inclusive a formar um governo provincial em 1976.